# Jerzy Jeż
Jerzy Jeż (ur. 13 czerwca 1954 w Nowym Sączu) – polski kajakarz górski, olimpijczyk z Monachium 1972.
Zawodnik nowosądeckich klubów: Startu i Dunajca. Podczas swojej kariery zawodniczej (lata 1973–1984) zdobył 20 tytułów mistrza Polski zarówno w zjeździe, jak i w slalomie.
Uczestnik mistrzostw świata w roku:
- 1973
  - 4. miejsce w konkurencji C-2 slalom,
  - 5. miejsce w konkurencji C-2 × 3 slalom drużynowo,
- 1975
  - 2. miejsce w konkurencji C-2 slalom (partnerem był Wojciech Kudlik)
  - 3. miejsce w konkurencji C-2 × 3 slalom drużynowo,
- 1977
  - 3. miejsce w konkurencji C-2 × 3 slalom drużynowo,
- 1979 
  - 1. miejsce w konkurencji C-2 × 3 slalom drużynowo (partnerami byli: Wojciech Kudlik, Jan Frączek, Ryszard  Seruga, Jacek Kasprzycki, Zbigniew Czaja),
  - 3. miejsce w konkurencji C-2 slalom,
- 1981 
  - 2. miejsce w konkurencji C-2 × 3 slalom drużynowo,
  - 5. miejsce w konkurencji C-2 × 3 zjazd drużynowo,
  - 7. miejsce w konkurencji C-2 slalom),
- 1983 
  - 4. miejsce w konkurencji C-2 × 3 slalom drużynowo.

Na igrzyskach olimpijskich w Monachium wystartował w konkurencji C-2 slalom (partnerem był:Wojciech Kudlik). Polska osada zajęła 13. miejsce.